# Diocese de Tanjore
A Diocese de Tanjore (Latim:Dioecesis Taniorensis) é uma diocese localizada no município de Thanjavur, no estado de Tâmil Nadu, pertencente a Arquidiocese de Pondicherry e Cuddalore na Índia. Foi fundada em 13 de novembro de 1952 pelo Papa Pio XII. Com uma população católica de 464.000 habitantes, sendo 6,7% da população total, possui 96 paróquias com dados de 2020.

## História
Em 13 de novembro de 1952 o Papa Pio XII cria a Diocese de Tanjore através do território da extinta Diocese de São Tomé de Meliapore.

## Lista de bispos
A seguir uma lista de bispos desde a criação da diocese em 1952.
|        | Nome                             | Período   | Notas  |
| Bispos | Bispos                           | Bispos    | Bispos |
| ------ | -------------------------------- | --------- | ------ |
| 4°     | Sagayaraj Thamburaj              | 2024-     | Atual  |
| 3º     | Devadass Ambrose Mariadoss       | 1997-2023 |        |
| 2º     | Packiam Arokiaswamy              | 1986-1997 |        |
| 1º     | Rajarethinam Arokiasamy Sundaram | 1953-1986 |        |